# Municipio de Dresden (Iowa)
El municipio de Dresden (en inglés: Dresden Township) es un municipio ubicado en el condado de Chickasaw en el estado estadounidense de Iowa. En el año 2010 tenía una población de 725 habitantes y una densidad poblacional de 7,75 personas por km².

## Geografía
El municipio de Dresden se encuentra ubicado en las coordenadas 42°56′50″N 92°15′59″O / 42.94722, -92.26639. Según la Oficina del Censo de los Estados Unidos, el municipio tiene una superficie total de 93.54 km², de la cual 93,43 km² corresponden a tierra firme y (0,11 %) 0,11 km² es agua.

## Demografía
Según el censo de 2010, había 725 personas residiendo en el municipio de Dresden. La densidad de población era de 7,75 hab./km². De los 725 habitantes, el municipio de Dresden estaba compuesto por el 96,41 % blancos, el 0,14 % eran afroamericanos, el 0,14 % eran asiáticos, el 2,62 % eran de otras razas y el 0,69 % eran de una mezcla de razas. Del total de la población el 2,9 % eran hispanos o latinos de cualquier raza.